# Scott Dunbier
Scott Dunbier (né le 15 septembre 1962 à New York) est un éditeur de comics américain.
Dunbier débute comme éditeur chez Wildstorm, où il travaille de 1995 à 2007. En avril 2008, il rejoint IDW Publishing comme « éditeur des projets spéciaux » en particulier pour publier des rééditions luxueuses d'œuvres importantes en collaboration avec les auteurs.
Ses projets patrimoniaux chez IDW lui ont valu huit prix Eisner et six prix Harvey entre 2010 et 2022.

## Prix
- 2000 : prix Harvey de la meilleure anthologie pour Tomorrow Stories[3]
- 2010 :
  - Prix Eisner du meilleur recueil patrimonial (comic strip) pour Bloom County: The Complete Library v. 1[4]
  - prix Eisner du meilleur projet patrimoine (comic book) pour The Rocketeer: The Complete Adventures Deluxe Edition[4]
  - prix Harvey du meilleur projet de réédition US pour The Rocketeer: The Complete Adventures[3]
- 2011 : prix Harvey du meilleur projet de réédition US et prix Harvey spécial pour l'excellence dans la présentation pour Dave Stevens' Rocketeer: Artist's Edition[3]
- 2012 : prix Harvey spécial pour l'excellence dans la présentation pour Walt Simonson's The Mighty Thor, Artist's Edition[3]
- 2013 : 
  - prix Eisner du meilleur projet patrimonial (comic book) pour David Mazzucchelli’s Daredevil Born Again: Artist’s Edition[4]
  - prix Harvey du meilleur projet de réédition US pour David Mazzucchelli’s Daredevil Born Again: Artist’s Edition[3]
- 2014 : prix Eisner du meilleur projet patrimonial (comic book) pour The Spirit. Artist's Edition[4]
- 2015 : 
  - prix Eisner du meilleur projet patrimonial (comic book) pour Steranko Nick Fury Agent of S.H.I.E.L.D. Artist's Edition[4]
  - prix Harvey du meilleur projet de réédition US pour Steranko Nick Fury Agent of S.H.I.E.L.D. Artist's Edition[3]
- 2019 : prix Eisner du meilleur projet patrimonial (comic book) pour Bill Sienkiewicz’s Mutants and Moon Knights… And Assassins… Artifact Edition[4]
- 2020 : prix Eisner du meilleur projet patrimonial (comic book) pour Stan Sakai’s Usagi Yojimbo: The Complete Grasscutter Artist Select[4]
- 2022 :  prix Eisner du meilleur projet patrimonial (comic book) pour EC Covers Artist’s Edition[5]
- 2023 : Prix humanitaire Bob-Clampett[6]
- 2024 : Prix Eisner de la meilleure anthologie avec Comics for Ukraine[7]